# Андреевский, Сергей Аркадьевич
Сергей Аркадьевич Андреевский (29 декабря 1847 (10 января 1848), Александровка, Екатеринославская губерния — 9 ноября 1918, Петроград) — русский поэт, критик и переводчик, судебный оратор. 

## Биография
Сергей Андреевский родился в 1847 году в селе Александровка Екатеринославской губернии (ныне город Александровск Луганской области) в дворянской семье. Отец, Аркадий Степанович Андреевский, председатель Екатеринославской казённой палаты, мать ― из старинной и родовитой фамилии Герсевановых. 
Брат журналиста П. А. Андреевского, также у Сергея был брат-близнец Михаил. Сергей окончил гимназию с золотой медалью. В 1865 году братья вместе поступили в Императорский Харьковский университет: Сергей на юридическое отделение, а Михаил на математическое. Михаил в 24 года стал доктором «чистой» математики и профессором Варшавского университета, написал и издал несколько оригинальных работ. Он был талантливым математиком, но его таланту не суждено было раскрыться в полной мере — в возрасте 32 лет Михаил Андреевский  скончался.
После окончания университета в 1869 году Сергей Андреевский окончил курс и поступил на службу по судебному ведомству.

### Андреевский — юрист
За год до окончания университета Андреевский познакомился с Анатолием Фёдоровичем Кони, будущим знаменитым юристом, в 1869-70 годах работал под его непосредственным началом. Кони стал для Андреевского на всю жизнь путеводной звездой. В это же время Андреевский женился на дочери провинциального отставного капитана, изрядно испортив свои отношения с семьей этим неравным браком.

После долгих мытарств, через год по сдаче выпускного экзамена, получил, наконец, место, по рекомендации Кони, который в то время был уже переведен в Петербург. Его депеша о том, что я «назначен», застала меня в одном из скитальческих приютов. Сердце мое трепетало от сознания какого-то большого выигрыша в моей жизни. Я поехал в Петербург, куда еще задолго перед тем переселилось семейство моей невесты, и женился. Моим шафером был Кони.

В 1878 году, будучи товарищем прокурора Санкт-Петербургского окружного суда, отказался выступить обвинителем по делу Веры Засулич. Дело было явно политическим, присяжные оправдали Засулич, на прокуроров Андреевского и Жуковского началась травля в прессе («Хороши прокуроры» — писал, в частности, государственный секретарь Е. А. Перетц), оба они были изгнаны из прокуратуры. Кони написал Андреевскому письмо, полное утешения и дружеской поддержки:

Милый Сергей Аркадьевич, не унывайте и не падайте духом. Я твердо убежден, что Ваше положение скоро определится и будет блистательно. Оно Вам даст свободу и обеспечение — даст Вам отсутствие сознания обидной подчиненности всяким ничтожным личностям. Я даже рад за Вас, что судьба вовремя выталкивает Вас на дорогу свободной профессии. Зачем она не сделала этого со мною 10 лет тому назад?

Вскоре, записавшись в число присяжных поверенных Санкт-Петербургской судебный палаты, Андреевский быстро составил себе репутацию одного из самых блестящих уголовных защитников. Чрезвычайно изящный оратор, Андреевский всегда давал тонкие психологические портреты своих клиентов и старался воздействовать на чувство присяжных заседателей. Художественно обработанные речи Андреевского принадлежат к наиболее выдающимся образцам русского судебного красноречия. «Защитительные речи» Андреевского выдержали 3 издания (первое СПб., 1891).
После издания речи Андреевского зачитывались молодыми адвокатами буквально до дыр, в провинции недобросовестные юристы их часто цитировали, нередко выдавая за свои. Автор относился к такому плагиату спокойно и философски: «Что может быть утешительнее?! Я убедился, что речь, сказанная мною более двадцати лет тому назад, еще молода и свежа, когда я уже стар». Андреевский радовался, что речь, сказанная им однажды в защиту одного подсудимого, может помочь и другим.
Об ораторском искусстве Андреевский писал так:

Давно известно, что ораторами «не рождаются, а делаются», то есть что внешние качества речи каждый может приобрести. Следовательно, важнее всего лишь то, чтобы у будущего оратора была прежде всего голова, умеющая высказать нечто значительное. Публика же до сих пор этого не понимает. Большинство думает, что если человек способен говорить без запинки, то значит, он оратор. И вот почему болтунов смешивают с ораторами. Это один из величайших абсурдов. От болтливости следовало бы так же лечиться, как от заикания. Непроизвольное извержение слов так же пагубно, как и непроизвольная их задержка. Оратором может быть назван лишь тот, кто достигнет полного сочетания плавности речи с целесообразностью каждого произносимого слова. Но в совершенном виде такое сочетание решительно никому не дается от природы. Нужно работать над собой, нужно покорять себе язык, дисциплинировать его. Величайшие ораторы древности, Демосфен и Цицерон, никогда не полагались на импровизацию и писали заранее свои речи от слова до слова. Кроме того, они долго вырабатывали свой слог прилежным изучением поэтов. Ибо настоящая поэзия есть прежде всего точность и благозвучность языка, а следовательно, она содержит два существенных качества, необходимых оратору, как воздух для дыхания.

### Андреевский — поэт
Литературную деятельность Андреевский начал для поэта очень поздно — в 30 лет и притом совершенно случайно, заинтересовавшись одним стихотворением Мюссе, которое ему захотелось передать в русском переводе. До тех пор он не написал ни одного стиха. Это объясняется тем, что пора юности поэта, по его автобиографическому заявлению, совпала «с разгаром писаревского влияния», которое его «надолго отбросило от прежних литературных кумиров». Начав с переводов, Андреевский вскоре перешёл к оригинальным стихотворениям, которые помещал по преимуществу в «Вестнике Европы». В частности, в № 3 этого журнала за 1878 год Сергей Аркадьевич опубликовал первый перевод на русский язык стихотворения «Ворон» Эдгара По.
В 1886 году он издал сборник своих стихов, в состав которого входят 3 поэмы («На утре дней», «Мрак», «Обрученные») и, наряду с оригинальными стихотворениями, ряд переводов из Мюссе, Бодлера, Эдгара По и др. От идей недавнего поклонника Писарева в этом сборнике нет уже ни малейшего следа. Эпиграф его взят из Эдгара По: «Красота — единственно законная область поэзии; меланхолия — наиболее законное из поэтических настроений». Весь сборник есть строгое воплощение этого девиза. В нём нет ни одного стихотворения с общественною подкладкою; поэт прямо сознается, что общественные инстинкты в нём замерли: «в моей груди, большой и грешной, о злобе дня заботы нет». Поэт с горечью относится к своим прежним воззрениям, в которых не видит ничего зиждущего.
Но новое настроение не дало ему бодрости. Усталость красною нитью проходит через все его произведения, лирические по преимуществу. Преждевременным старчеством душевным проникнут целый ряд мелких стихотворений Андреевского, в которых описывается, как он «окаменел», как «с грудью холодной» вспоминает о прошлом, как его «дни старости бесцветно серебрятся», как, «вялый и больной», он вступил «в туманы осени дождливой» и т. п.
Усталостью же полна наиболее выдающаяся пьеса сборника: «Мрак». Здесь поэт даёт полную волю своему отчаянью:

Из долгих, долгих наблюдений

Я вынес горестный урок,

Что нет завидных назначений

И нет заманчивых дорог.

В душе — пустыня, в сердце холод,

И нынче скучно, как вчера,

И мысли давит мне хандра,

Тяжеловесная, как молот.

Чтобы найти выход из душевного мрака, поэт обращается к своему гению, который вызывает ряд картин когда-то пережитых поэтом впечатлений:

Тени туманные, звуки неясные,

Образы прошлого вечно-прекрасные,

Вечно сокрытые мглой отдаления,

Встаньте из мрака в лучах обновления!

Встаньте без горечи, светло-нарядные,

В жизненном облике, сердцу понятные,

Душу воздвигните силой целебною,

Двигайтесь, образы, цепью волшебною!

Но ничего, кроме горечи, не выносит поэт из того смотра мертвецов, и по-прежнему у него «в душе темно и скучно, и сердце к прошлому беззвучно, а к жизни холодно, как сталь!»
Душевная усталость поэта так велика, что и для переводов и переложений он избирает почти исключительно сюжеты, подходящие к тоскливому настроению его: «Довольно» Тургенева, наиболее проникнутые сплином и безнадежною тоскою стихотворения По и Бодлера, «Разбитую вазу» Сюлли, с её намеками на разбитое сердце и т. д.
Такое отсутствие душевной бодрости не могло служить источником творческой продуктивности, и в течение 20 лет изящные, хотя и не чуждые изысканности и деланной щеголеватости, стихи Андреевского появляются в печати крайне редко. В 1898 году вышло 2-е изд. его сборника (собраны в отдельном издании под заглавием «Литературные Чтения», СПб., 1891 год, 3-е издание; «Литературные Очерки», СПб., 1902 год).

### Андреевский — критик

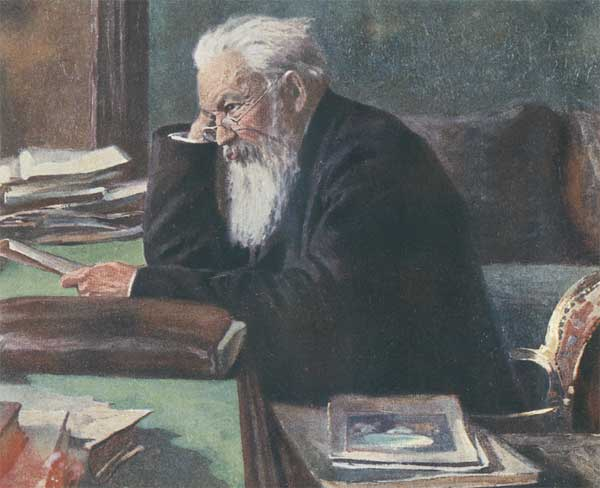
С. А. Андреевский. 1900-е годы.
Из альбома В. В. Уманова-Каплуновского

Почти отказавшись от поэтической деятельности, Андреевский с конца 1880-х годов, редко, но заметно и интересно, выступал с небольшими, очень изящными и содержательными критическими этюдами и литературными портретами. Сильной стороной этюдов Андреевского является то, что они написаны не только «по поводу», как это часто бывало в русской критике того времени, но действительно задаются целью прежде всего обрисовать духовный облик разбираемого писателя. И Андреевскому часто удается такая задача, когда идет о писателе, в большей или меньшей мере душевно-созвучном критику-поэту.
Так, Андреевскому принадлежит честь обратного водворения на высокое место почти забытого Боратынского, хотя при этом критик впадает в совершенно неправильную полемику против Белинского, якобы умалившего значение Боратынского. Очень интересны этюды о Тургеневе и Лермонтове. Серьёзной заслугой в своё время (1888) был этюд о «Братьях Карамазовых». Это одно из первых проявлений того нового понимания Достоевского, которое в 1890-х годах сменило прежнее, в общем довольно элементарное истолкование сложнейшего творчества этого гения. Вполне остаться в пределах непосредственного истолкования рассматриваемого писателя Андреевскому, однако, не удается. Слишком для этого он полон вражды к некогда увлекавшей его писаревщине и вообще к публицистическим стремлениям русской литературной мысли.
Сплошь и рядом истолкование Андреевского принимает полемически-одностороннее направление. Так, Тургенев для него только «задумчивый поэт земного существования», и именно тому, что он «поэт», Андреевский придает основное значение при оценке Тургенева, в творчестве которого, будто бы, «преобладающая задача — искание „красоты“. В Лермонтове он видит только „гордого человека“, огорченного своим божественным происхождением», который раз услыхав «звуки небес», уже не мог иметь интереса к «скучным песням земли». Поэтому он считает «фальшью» всякое желание связать Лермонтова с условиями его времени и даже в «Думе» видит «укор, который можно впредь до окончания мира повторять всякому поколению».
При общей вражде критика ко всякого рода «гражданственности», он, естественно, должен относиться отрицательно к Некрасову. И этюд о нём так и начинается словами: «Спорный поэт». Затем, однако, критик категорически говорит и о «необычайной даровитости» Некрасова и о том, что поэзия его была «горячей и грозной проповедью», что он «является истинным поэтом в тех случаях, когда излагает народные поэмы народным говором», что даже в сатирах его есть стихи, которые «могут быть названы вечными» и «по художественной правде равны лучшим пушкинским строкам». И в результате читатель приходит к выводу, что Некрасов, совершенно бесспорно, поэт очень большой.
Всего менее удался Андреевскому Гаршин. Внешне он анализирует его очень верно, и скелет творчества автора «Красного цветка» намечен у него вполне правильно; но души скорбного страдальца критик не уловил. То жгучее стремление к идеалу, в котором лежит тайна неотразимого обаяния повестей Гаршина, совсем не затронуло комментатора, с его равнодушием и порою даже враждой к общественности. Он анализирует героические стремления гаршинского творчества с тем же спокойствием, с каким разбирает технические детали гаршинской манеры, и не удивительно, что и читатель разбора доканчивает статью без всякого волнения. И это отсутствие страсти, это часто очень тонкое, но, вместе с тем, холодноватое и суховатое анализирование вполне гармонирует с нарядно-скорбной и усталой поэзией Андреевского и сливается в один общий литературный облик.
Скончался Сергей Аркадьевич Андреевский 9 ноября 1918 года в Петрограде, от воспаления лёгких.

## Сочинения
- первый сборник стихотворений (1878—85) издан в 1886 г.,
- второе издание в 1898 г.;
- критические статьи под заглавием «Литературные Чтения» — в 1891 г.;
- «Защитительные речи», 3-е изд. в 1898 г.
- Книга о смерти (Мысли и воспоминания), Ленинград, Издательство Брокгауз-Ефрон, 1924 год, тираж 1 500 экз.
- Избранные труды и речи /Сост. И. Потапчук: Предисл. А. Ф. Кони. — М.: Автограф, 2000. — 424 с. — (Юридическое наследие) ISBN 5-89201-017-1
- Книга о смерти. М., «Наука», «Литературные памятники». М.,2005. Подготовка текстов, примечания и статья-послесловие Ирены Подольской.